# 49 Ursae Majoris
49 Ursae Majoris, eller HD 95310, är en vit stjärna i huvudserien i stjärnbilden Stora björnen. Stjärnan har visuell magnitud +5,06 och är väl synlig för blotta ögat vid god seeing. Den ligger på ett avstånd av ungefär 375 ljusår.